# Mozabit
El mozabit o tumẓabt és un dialecte amazic parlat pels mozabits, un grup ibadita que viu a set ciutats a la regió natural del Mzab, al Sàhara septentrional d'Algèria. També és parlat per petites comunitats d'emigrants mozabits a altres ciutats.
El mozabit és una de les llengües Mzab-Wargla, un continu dialectal de les llengües zenetes. Està molt relacionat amb els dialectes propers amazics de Ouargla i Oued Righ, així com de la més distant parla gurara.